# Bala Qusar
Bala Qusar (ryska: Бала Кусар) är en ort i Azerbajdzjan.   Den ligger i distriktet Qusar Rayonu, i den nordöstra delen av landet, 170 kilometer nordväst om huvudstaden Baku. Bala Qusar ligger 538 meter över havet och antalet invånare är 1 382.
Terrängen runt Bala Qusar är platt åt nordost, men åt sydväst är den kuperad. Runt Bala Qusar är det ganska glesbefolkat, med 48 invånare per kvadratkilometer.. Närmaste större samhälle är Qusar, 5,8 kilometer väster om Bala Qusar. 
Trakten runt Bala Qusar består till största delen av jordbruksmark.